# Madona in dete s Sv. Janezom in Sv. Nikolajem
Ansideijeva Madona (italijansko: Pala Ansidei), tudi Madona in dete s sv. Janezom in sv. Nikolajem je slika italijanskega renesančnega umetnika Rafaela iz leta 1505–1507, ki je bila naslikana v njegovem florentinskem obdobju. Prikazuje Blaženo Devico Marijo, ki sedi na lesenem prestolu, z otrokom Kristusom v naročju. Na njeni desni stoji Janez Krstnik, na njeni levi bere sveti Nikolaj.
V času, ko je bila slika naročena, so bile še druge slike, ki so sestavljale skupino za oltarni del. Edino kar je ostalo od predele je sveti Janez Krstnik pridiga, ostalo pa je nerazložljivo izgubljeno.
Glavna slika, Ansideijeva Madona in predela Sveti Janez Krstnik pridiga so v Narodni galeriji v Londonu.

## Slika
Devica formalno sedi na visokem prestolu, na levi je odrasli sveti Janez Krstnik, na desni pa sveti Nikolaj iz Mire. Naslikan za učinek in ne realizem, prestol nima naslonjal, stopnice so zelo strme, a lepo odmaknjeni loki zgoraj in pristop k prestolu.

### Odličnost skozi vedrino in božanskost
Na Ansideijevo Madono je močno vplival strog izraz božanskosti umbrijske šole v slikarjevem florentinskem obdobju. Nad Madoninim prestolom je napisano »Zdravo, Mati Kristusova«. To primerja z bolj naravnimi pozami in medsebojnimi vplivi, ki jih najdemo na slikah njegovega rimskega obdobja, kot je Madona, Kristusovo dete in dojenček Janez Krstnik.
Po Ruskinu iz Narodne galerije slika velja za eno največjih slik v zgodovini in kot takšna uteleša najboljše od krščanstva iz več razlogov. Najprej je bila izdelava skoraj popolna in je dobro prenesla preizkus stoletij. Zlato na sliki je videti resnično, a je v celoti naslikano. Drugič, še en preizkus odlične slike, liki izgledajo spokojno. Tretjič, slika pritegne pozornost duha ali duše lika, ne pa njihovega videza. In nazadnje, v obrazu subjekta opazite veselje, zadovoljstvo ali lepoto, ne negativne konotacije, kot sta bolečina ali slabost.
Vsak predmet in pokrajina Ansideijeve Madone vzbujata vedrino in božanskost:
- Madona, s svojo popolno predanostjo svojemu otroku,
- Kristus otrok s svojo varno vero v svojo mater,
- sveti Janez skozi kontemplativni izraz svojega duhovnega potovanja,
- škof Nikolaj iz Mire s pomočjo duhovnega znanja in
- pomirjujoča pokrajina in odprto, neskončno nebo, ki je najbližje Bogu.

Tri kroglice na nogah škofa Nikolaja lahko simbolizirajo Sveto trojico ali tri vrečke z zlatom, ki naj bi jih vrgel v okno stanovanja revnega človeka za blaginjo njegovih hčera.

### Mladi mojster
Rafaelova leta v Firencah so ga izpostavila obilici umetniških vplivov, najprej njegov učitelj Perugino in nato še drugi, kot so Donatellov kiparski marmor, Masacciove freske, Michelangelov David, slike Leonarda da Vincija in še veliko več, kar je Rafael uporabil za razvoj svojega občutka za slog, kompozicijo in izvedbo, kot je prikazano v Ansideijevi Madoni.
Rafael je v Ansideijevi Madoni dosegel odličnost z izvedbo vsakega detajla. Mojster pri triindvajsetih letih, je s skrbnim, metodičnim delovanjem prinesel novo življenje dobro zastopanim temam. Skrb je predstavljena s tem, kaj človek počne - in česa ne počne, ali bolj jasno: »Obstaja pregovor, da se pravi umetnik najbolje pozna po tem, kar izpušča«. Pokrajina za subjekti je čista in spokojna, ne pretirava z nepotrebnimi podrobnostmi. Ko uporablja barve, jih uporablja odločno in za učinek, na primer nakit, kroglica rdeče korale.
Leta 1508 je prišel Rafael v Rim pri petindvajsetih letih in je že imel velik ugled mojstra umetnosti, znanega po takšnih delih, kot so  Madonna del Granduca , Madona s ščinkavcem, Ansideijeva Madona in več.

### Osamljeni liki umbrijske šole
Devica Marija, sveti Janez in škof Nikolaj so ločeni drug od drugega, brez izmenjave, slog, ki je pogost v umbrijski šoli, zlasti pri Peruginu.

## Naročilo in poreklo
Niccolò Ansidei je Rafaelu naročil, da za svojo družinsko kapelo, posvečeno svetemu Nikolaju, v cerkvi San Fiorenzo, Perugia, naslika oltarno skupino z naslovom Madona in dete s svetim Janezom Krstnikom in svetnikom Nikolajem iz Barija (Ansidejeva Madona)
Dve sliki sta tvorili predelo za Rafaelov oltarni nastavek. Prva, sveti Janez Krstnik pridigaii, je bila postavljena pod podobo svetega Janeza v glavnem oltarju, zdaj je v lasti Narodne galerije. Plošče, ki so upodabljale njeno zaroko, nameščene pod Devico in otrokom in drugo pod svetim Nikolajem enega od njegovih čudežev, niso ohranjene.
Obstaja nekaj vprašanj glede datuma ali datacije slike. Izvirno je bilo razumevanje, da se je slika začela leta 1505, skladno s takratnim Rafaelovim slogom, na katerega je močno vplival Perugino. Skrbno opazovanje je pokazalo, da je bila slika datirana v leto 1507. Čeprav lahko na podlagi Rafaelovega sloga precej utemeljeno domnevamo, da se je delo začelo leta 1505 in končalo leta 1507.
Kapela, v kateri je bila Ansideijeva Madona, je bila razstavljena leta 1763, ko je bila cerkev San Fiorenzo obnovljena. Kapela je bila ponovno sestavljena in zdaj vsebuje kopijo originalne oltarne slike iz 19. stoletja. Delo je leta 1764 kupil mladi lord Robert Spenser za nerazkrito, a očitno veliko vsoto denarja kot darilo bratu, 4. vojvodu Marlboroughu. Delo je bilo umeščeno v palačo Blenheim, eno najbolj veličastnih zgradb v Evropi in dom vojvode Marlborouga, včasih poznano kot Blenheimova Madona.
Ansideijeva Madona, ki velja za »najbolj dovršeno sliko sveta«, je Blenheim Collection prodal George Spencer-Churchill, 8. vojvoda Marlborough, po zakonu lorda Cairnsa za 75.000 funtov  oz. skoraj soglasno navaja 70.000 funtov, londonski Narodni galeriji leta 1885. Takrat je bil to tretji najvišji znesek, plačan za sliko, verjetno v velikem delu, ker je bilo v tujih galerijah malo Rafaelovih slik.